# بوخامه سفلی
بوخامه سفلی، روستایی از توابع بخش مرکزی شهرستان رامشیر در استان خوزستان ایران است.

## جمعیت
این روستا در دهستان عبدلیه غربی قرار دارد و براساس سرشماری مرکز آمار ایران در سال ۱۳92، جمعیت آن 514 نفر (150خانوار) بوده‌است.